# 埃罗尔·斯图尔特
埃罗尔·斯图尔特（英語：Errol Stewart，1931年12月21日—），澳大利亚男子草地滚球运动员。他曾代表澳大利亚参加1974年英联邦运动会草地滚球比赛，获得男子四人银牌。